# Interpolace
Interpolace (lat. inter-polare, vylepšit vkládáním) v numerické matematice znamená nalezení přibližné hodnoty funkce v nějakém intervalu, je-li její hodnota známa jen v některých jiných bodech tohoto intervalu. Používá se v případě, že hodnoty funkce v určitých bodech intervalu jsou buďto uvedeny v tabulce, anebo získány měřením.
V geometrii znamená interpolace prokládání daných (změřených) bodů křivkou, konstrukce křivky, která danými body prochází. Od aproximace se liší tím, že hledaná křivka všemi známými (změřenými) body přesně prochází.
Podobného původu je i slovo extrapolace, které označuje nalézání přibližné hodnoty funkce mimo interval známých hodnot, což je obvykle méně spolehlivé. Užívá se nejčastěji pro odhady tendencí do budoucnosti (trendů), například cen v ekonomii.

Sedm bodů k interpolaci (Zadání)

## Definice

Interpolace polynomem 6. stupně

Mějme funkci f(x), jejíž hodnota je známa v bodech {\displaystyle f(x_{0})}, {\displaystyle f(x_{1})}, ... {\displaystyle f(x_{n})}. Interpolace znamená nalezení funkční hodnoty {\displaystyle f(x)}, pokud platí, že {\displaystyle x_{0}} < {\displaystyle x} < {\displaystyle x_{n}}.

Lineární interpolace (Od bodu k bodu)

## Interpolační křivka
Někdy se interpolací rozumí proložení bodů {\displaystyle f(x_{0})}, {\displaystyle f(x_{1})}, ... {\displaystyle f(x_{n})} analytickou křivkou (analytickou funkcí), která pak umožňuje jednoduchý výpočet funkčních hodnot ve všech mezilehlých bodech. Podle počtu známých bodů n se pak nejčastěji používá:
- pro n = 2 lineární interpolace (přímkou),
- pro n = 3 kvadratická interpolace (parabolou nebo kružnicí),
- pro n > 3 interpolace polynomem n-tého stupně; pro výpočet koeficientů tohoto polynomu se nejčastěji používá Čebyševova metoda.

## Lineární interpolace
Nejjednodušší a nejčastěji používaná lineární interpolace (někdy také interpolace lineárním splajnem) spočívá v proložení dvou sousedních bodů přímkou; zavedl ji Isaac Newton (nezaměňovat s Newtonovou interpolací).
Pro
{\displaystyle x_{0}} < {\displaystyle x_{i}} < {\displaystyle x_{1}}
platí, že
{\displaystyle f(x)=f_{0}+{{f_{1}-f_{0}} \over {x_{1}-x_{0}}}\,(x-x_{0})}.